# Santuario della Madonna di Candelecchia
Il santuario della Madonna di Candelecchia è un luogo di culto situato nel comune di Trasacco (AQ) in Abruzzo. 

## Origini del nome

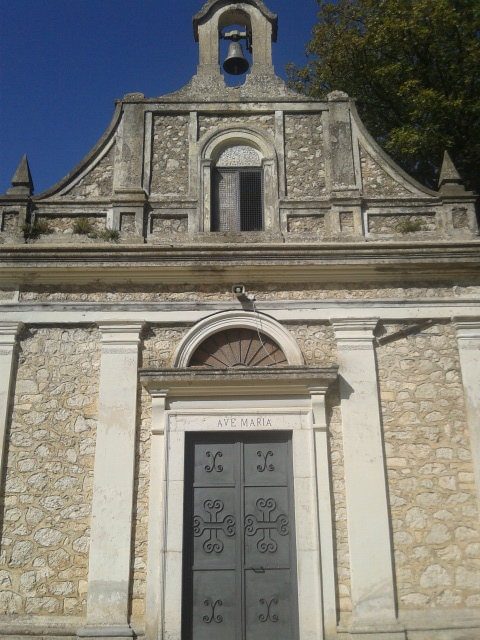
Facciata del santuario

Ci sono due supposizioni sull'origine dell'appellativo della Madonna titolare del santuario abruzzese. La prima è legata alla tradizione religiosa e popolare secondo cui in epoca remota in una grotta situata vicino alla sommità della montagna apparve un quadro della Vergine illuminato da alcune candele. In dialetto trasaccano le candele non ancora del tutto consumate sono dette "cannelicchi", da cui sarebbe originato il nome della località e del successivo luogo di culto.
Un'altra teoria fa invece risalire l'appellativo "Candelecchia" alla presenza nella montagna di una fonte da cui fuoriusciva acqua candida (limpida).

## Storia
Nell'anno 1070 l'originaria chiesuola risultò inclusa tra le pertinenze della prepositura benedettina di Santa Maria in Luco. Sul finire dello stesso secolo il luogo di culto, come altri rivendicati dalla diocesi dei Marsi, fece capo alla locale chiesa dei santi Cesidio e Rufino grazie alla donazione datata 1120 del conte dei Marsi Crescenzio.
La chiesuola, ingrandita nel corso del XII secolo, venne rimaneggiata tra la fine del XVII e la prima metà del XVIII secolo dal capitolo di san Cesidio per essere ulteriormente ingrandita successivamente, in particolare durante il XX secolo con la realizzazione del refettorio e del dormitorio. Danneggiata dal terremoto della Marsica del 1915 è stata restaurata negli anni successivi al sisma.
Fino al XIX secolo durante la prima settimana di maggio, in occasione delle celebrazioni in onore di sant'Angelo, gli uomini devoti alla Madonna di Candelecchia si recavano a piedi in ritiro spirituale alla grotta di Sant'Angelo in Balsorano, sul versante rovetano della Serra Lunga. Il pellegrinaggio continua a svolgersi nello stesso periodo presso il santuario di Trasacco.

## Descrizione
Situata a 891 m s.l.m. la chiesa, a pianta longitudinale, presenta un'unica navata. La facciata, rivestita in pietra, si caratterizza per le quattro lesene essenziali e per il sovrastante campanile a vela. Il semplice portale è sovrastato a sua volta da una lunetta. All'interno è conservato il quadro della Madonna risalente al XVI secolo.